# Campeonato Italiano de Rugby 2011-12
El Campeonato de Rugby de Italia de 2011-12 fue la 82.ª edición de la primera división del rugby de Italia.

## Sistema de disputa
El torneo se desarrolló en dos etapas, una fase regular en la cual los equipos disputaron encuentros en condición de local y de visitante frente a cada uno de sus rivales.
Luego se disputará una etapa de eliminación directa, en la cual los primeros cuatro equipos de la fase regular clasifican a las semifinales en la búsqueda por el campeonato.
El último equipo en la tabla general desciende directamente a la Serie B.

## Desarrollo
- Tabla de posiciones:[1]

| Pos. | Equipo          | Encuentros | Encuentros | Encuentros | Encuentros | Tantos | Tantos | Tantos | PB | Puntos |
| Pos. | Equipo          | PJ         | PG         | PE         | PP         | F      | C      | Dif    | PB | Puntos |
| ---- | --------------- | ---------- | ---------- | ---------- | ---------- | ------ | ------ | ------ | -- | ------ |
| 1.º  | Rugby Calvisano | 18         | 14         | 1          | 3          | 435    | 259    | +176   | 7  | 65     |
| 2.º  | I Cavalieri     | 18         | 14         | 1          | 3          | 554    | 311    | +243   | 10 | 64     |
| 3.º  | Mogliano        | 18         | 12         | 2          | 4          | 481    | 289    | +192   | 6  | 58     |
| 4.º  | Rugby Rovigo    | 18         | 11         | 2          | 5          | 443    | 268    | +175   | 9  | 57     |
| 5.º  | Petrarca Padova | 18         | 11         | 2          | 5          | 406    | 267    | +139   | 8  | 56     |
| 6.º  | SS Lazio        | 18         | 6          | 2          | 10         | 342    | 417    | -75    | 6  | 34     |
| 7.º  | Reggio Emilia   | 18         | 5          | 0          | 13         | 271    | 486    | -215   | 4  | 24     |
| 8.º  | L'Aquila Rugby  | 18         | 5          | 0          | 13         | 278    | 509    | -231   | 4  | 24     |
| 9.º  | Crociati        | 18         | 4          | 0          | 14         | 286    | 394    | -108   | 9  | 21     |
| 10.º | San Gregorio    | 18         | 3          | 0          | 15         | 236    | 532    | -296   | 4  | 31     |

|  | Clasificado a Semifinales. |
|  | Descendido a la Serie B.   |

### Semifinales
| Equipo 1     | Equipo 2        | Ida   | Vuelta |
| ------------ | --------------- | ----- | ------ |
| Rugby Rovigo | Rugby Calvisano | 8-14  | 16-9   |
| Mogliano     | I Cavalieri     | 24-29 | 18-16  |

### Final
| 12 de mayo de 2012 | I Cavalieri | 22 - 27 | Rugby Calvisano |  |  |

| 19 de mayo de 2012 | Rugby Calvisano | 16 - 14 | I Cavalieri |  |  |

| Bandera de Italia       |
| Campeón Rugby Calvisano |
| Tercer título           |